# Fripa Papierfabrik Albert Friedrich
Die Fripa Papierfabrik Albert Friedrich KG ist ein deutscher Hersteller von Hygienepapieren mit Sitz in Düren.

## Geschichte
Im Jahr 1911 gründete Hermann Friedrich in Berlin eine Papierverarbeitungsfirma. 1932 übernahmen seine Söhne Kurt und Albert (der spätere Namensgeber der Firma) die Leitung des Werkes. 1948 entstand schließlich unter Führung seines Sohnes Albert Friedrich die Fripa Papierfabrik (kurz für: Friedrich Papier) am neuen Standort in Miltenberg. Dort wurden bis 1972 ausschließlich Krepp-Produkte produziert, danach erfolgte die Inbetriebnahme einer Tissue-Papiermaschine. 1994 wurde ein vollautomatisches Hochregallager in Betrieb genommen. Ab 1998 entstanden Verarbeitungslinien für Toilettenpapiere, Haushaltsrollen und Taschentuchpapiere.
Im Jahr 2008 wurde in Miltenberg eine dritte Papiermaschine für Tissue-Papiere in Betrieb genommen.
Im Anschluss erfolgte eine Umstellung der Energieversorgung des Unternehmens mittels einer Kraft-Wärme-Kopplungsanlage. In 2011 erfolgten der Neubau und die Inbetriebnahme eines viergassigen Hochregallagers mit Modernisierung und Integration der bestehenden Logistikeinheiten.
Ein Teil der bei der Papierherstellung anfallenden Abwärme wird in ein eigens dafür errichtetes Nahwärmenetz eingespeist und versorgt in Miltenberg das Johannes-Butzbach-Gymnasium, die Realschule und die Stötzner-Schule. Für diese umweltfreundliche Wärmeversorgung erhielten der Landkreis Miltenberg und Fripa den vom Bund Naturschutz verliehenen Klimaschutzpreises 2018.
2018/2019 wurde ein neues Gebäude für die Verwaltung und für eine neue Produktionslinie der Papierverarbeitung errichtet.

## Standorte
- Miltenberg/Main: Produktionsstandort/Hauptwerk
- Düren: Firmensitz/Distributions-Lager

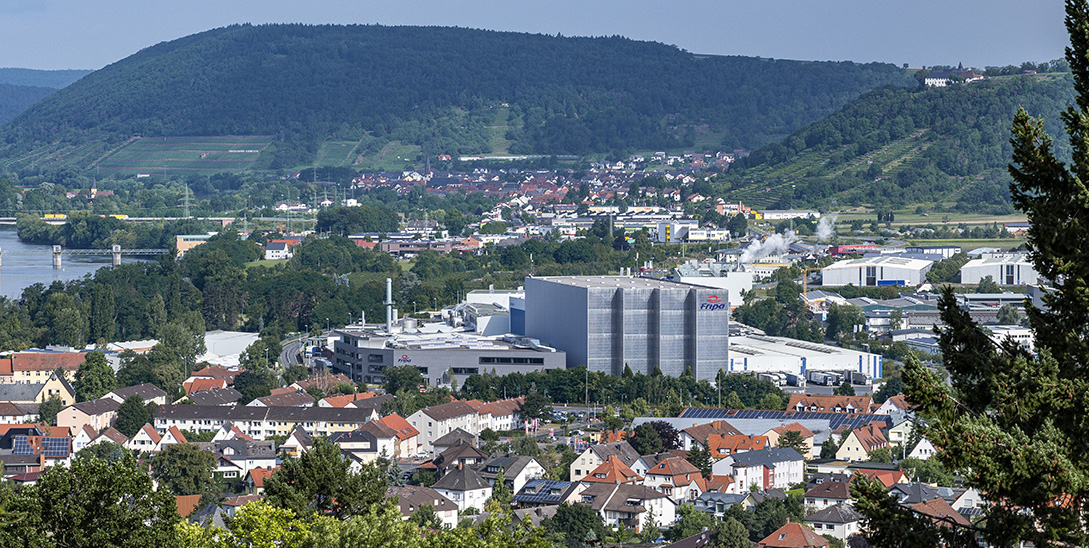
Fripa Papierfabrik Albert Friedrich KG, Miltenberg (2021)

- Berlin: Distributions-Lager

## Internationale Partner
- Cartaseta AG,[2] Gretzenbach (Schweiz)
- Fabryka Papieru Czerwonak Sp. z. o. o., Czerwonak (Polen)
- Tela GmbH,[3] Niederbipp (Schweiz)

## Produkte
Fachhandelsprodukte, Hygienepapiere und Zubehör, Toilettenpapier, Haushaltstücher, Taschentücher, Kosmetiktücher, Handtücher, Medizinalrollen, Reinigungspapiere, Servietten

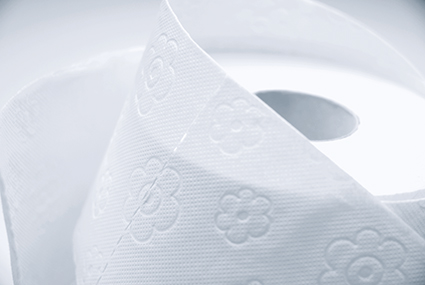
Fripa Toilettenpapier

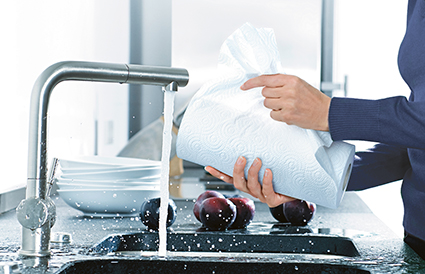
Fripa Haushaltsrolle